# Microdynerus
Microdynerus (лат.) — род одиночных ос (Eumeninae). Известно около 50 видов. Обитают в Юго-Восточной Азии, Северной Америке, Европе, Африке и на Ближнем Востоке.

## Описание
Осы средних и мелких размеров (менее 1 см). Окраска чёрная с светлыми пятнами и перевязями. Взрослые самки охотятся на личинок насекомых, которые служат кормом для развития собственных личинок осы. От близких родов отличаются следующими признаками: самка без ямок на голове; переднеспинка обычно густо пунктирована; мезосома длинная, мезоскутум длиннее своей ширины; внутренняя сторона заднего края тегул прямая и не расширена (кроме Microdynerus robustus); задняя поверхность проподеума без широкой глубокой вертикальной полости, с субмаргинальным килем и вавула не выступает; тергит T1 шире своей длины; T1—T2 с вершинными полосами, T2 апикально не килеватый или без борозд, стернит S2 без продольной борозды.

## Классификация
Известно около 50 видов. Род был выделен в 1902 году для вида Odynerus exilis Herrich-Schaeffer, 1839.
- Microdynerus abdelkader (Saussure, 1856)
- Microdynerus aegaeicus Gusenleitner, 1998
- Microdynerus alastoroides Morawitz, 1885
- Microdynerus anatolicus (Blüthgen, 1938)
- Microdynerus appenninicus Giordani Soika, 1958
- Microdynerus arenicolus[9] (Bohart, 1955)
- Microdynerus atriceps Morawitz, 1895
- Microdynerus bechteli (Bohart, 1955)
- Microdynerus bolingeri Parker, 1970
- Microdynerus cavatus (Bohart, 1955)
- Microdynerus confinis Gusenleitner, 1979
- Microdynerus curdistanicus Gusenleitner, 1988
- Microdynerus erzincanensis Yilderim & Özbeck, 1995
- Microdynerus eurasius (Blüthgen, 1938)
- Microdynerus exilis Herrich-Schäffer, 1839
- Microdynerus gibboceps (Bohart, 1955)
- Microdynerus habitus Gusenleitner, 1991
- Microdynerus hannibal (Saussure, 1856)
- Microdynerus hoetzendorfi (Dusmet, 1917)
- Microdynerus hurdi Parker, 1970
- Microdynerus insulanus Gusenleitner, 1998
- Microdynerus interruptus Gusenleitner, 1970
- Microdynerus inusitatus Parker, 1970
- Microdynerus laticlypeus Giordani Soika, 1971
- Microdynerus latro Blüthgen, 1955
- Microdynerus lissosomus (Bohart, 1940)
- Microdynerus longicollis Morawitz, 1895
- Microdynerus ludendorffi (Dusmet, 1917)
- Microdynerus microdynerus (Dalla Torre, 1889)
- Microdynerus mirandus (Giordani Soika, 1947)
- Microdynerus monolobus (Bohart, 1951)
- Microdynerus nitidus Gusenleitner, 1991
- Microdynerus nugdunensis (Saussure, 1856)
- Microdynerus parvulus (Herrich-Schäffer, 1838)
- Microdynerus patagoniae Parker, 1970
- Microdynerus perezi (Berland, 1927)
- Microdynerus robustus (Dusmet, 1903)
- Microdynerus rubescens Gusenleitner, 1973
- Microdynerus rubiculus Gusenleitner, 2000
- Microdynerus rubronotatus (Kostylev, 1940)
- Microdynerus rufus Giordani Soika, 1971
- Microdynerus saundersi Blüthgen, 1955
- Microdynerus sayi (Cameron, 1908)
- Microdynerus singulus (Bohart, 1955)
- Microdynerus syriacus Gusenleitner, 2000
- Microdynerus tauromenitanus Blüthgen, 1955
- Microdynerus timidus (Saussure, 1856)
- Microdynerus tridentatus Kostylev, 1934
- Microdynerus trinodus (Bohart, 1955)
- Microdynerus urdunus Gusenleitner, 2004[10]